# La Femme du déserteur
La Femme du déserteur (deutsch: „Die Frau des Deserteurs“) ist ein französisch-israelisches Filmdrama mit Fanny Ardant aus dem Jahr 1991. 

## Handlung
Nina, eine französische Konzertpianistin, lernt den israelischen Computerspezialisten Ilan kennen, der in Paris Urlaub macht. Sie verlieben sich, heiraten und ziehen mit dem gemeinsamen Sohn Gili nach Israel. Nicht viel später wird Ilan in das israelische Militär zum obligatorischen Wehrdienst eingezogen, denn die Lage im Nahen Osten spitzt sich zu: Saddam Hussein hat mit seinen irakischen Streitkräften Kuwait überfallen; der Zweite Golfkrieg steht kurz bevor.
Nachdem Nina erfolgreich in das Israel Philharmonic Orchestra aufgenommen wurde, erhält sie einen Anruf des Militärs und erfährt, dass ihr Ehemann im Kampf verwundet wurde. Sie eilt zu ihm und findet zu ihrem Entsetzen heraus, dass Ilan nicht von feindlichen Truppen, sondern von israelischen Soldaten verletzt wurde, als er versuchte, seinen Posten unrechtmäßig zu verlassen. Während Ilan verwundet in einem Lazarett liegt und im Schockzustand unfähig ist zu sprechen, stellen sich die Anschuldigungen, er sei ein Deserteur, als wahr heraus. 
Trotz dieser Enthüllung hält Nina weiterhin zu ihm und versucht, seine Beweggründe zu verstehen. Ihre Umgebung grenzt jedoch nicht nur Ilan, sondern auch Nina zunehmend aus. Als Ninas Konzertdebüt mit dem Israel Philharmonic Orchestra kurz bevorsteht, das symbolisch am Tag des Ultimatums der Vereinten Nationen an Saddam Hussein stattfinden soll, wächst der gesellschaftliche Druck ins Unermessliche. Nina verlässt Ilan und kehrt mit Gili nach Frankreich zurück.

## Hintergrund
Schauspielerin Fanny Ardant und Kameramann Fabio Conversi lernten sich 1988 bei den Dreharbeiten zu Margarethe von Trottas Fürchten und Lieben kennen. 1990 kam die gemeinsame Tochter Baladine zur Welt. Ardant und Conversi trennten sich zwar, arbeiteten aber immer wieder, wie für La Femme du déserteur, zusammen, so auch 2008 für die Filmkomödie Hello Goodbye – Entscheidung aus Liebe, die Conversi produzierte und in der Ardant neben Gérard Depardieu die Hauptrolle spielte.
La Femme du déserteur wurde am 20. Dezember 1991 in Frankreich uraufgeführt. In Deutschland wurde der Film nicht veröffentlicht.

## Kritiken
Lisa Alspector vom Chicago Reader fand, dass der Film „nur eine gewisse Sympathie für den in Ungnade gefallenen und missverstandenen Ehemann [hervorruft] und nicht für die heuchlerische, egoistische Ehefrau, deren Motive die ganze Zeit unklar bleiben“.